# 蛇腹一
水蛇座ζ，又名CP-68 169，HD 17566、SAO 248644、HR 837，是水蛇座的一颗恒星，视星等为4.84，位于銀經287.76，銀緯-46，其B1900.0坐标为赤經2h 44m 0s，赤緯-68° -46′ 13″。